# Hraničky (Rozvadov)

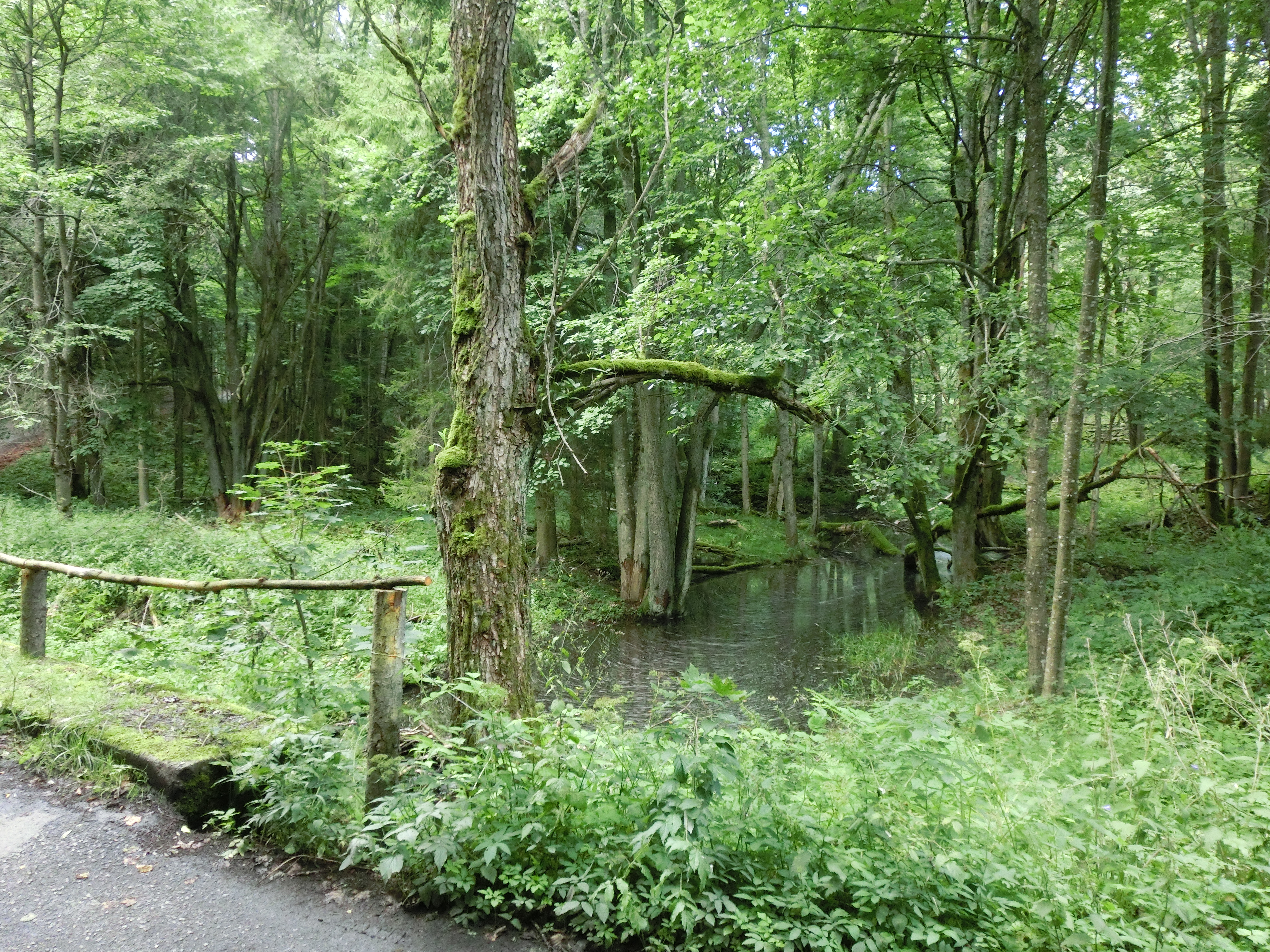
Wüstung Hraničky am Rehlingbach

Hraničky (deutsch: Reichenthal) ist eine Wüstung in Tschechien. Sie liegt auf der Gemarkung Nové Domky in der Gemeinde Rozvadov im Okres Tachov.

## Lage
Durch das unmittelbar an der deutschen Grenze gelegene Gebiet fließt der Rehlingbach (tschechisch Hraniční potok = Grenzbach). Hraničky befindet sich zwei Kilometer westlich von Nové Domky. Nordwestlich liegt die Wüstung Jedlina und nördlich die Wüstungen Nová Huť und Liščí Díra; auf der bayerischen Seite liegen südlich Reichenau, südwestlich Reinhardsrieth und westlich Leßlohe und Hagenhaus.

## Geschichte

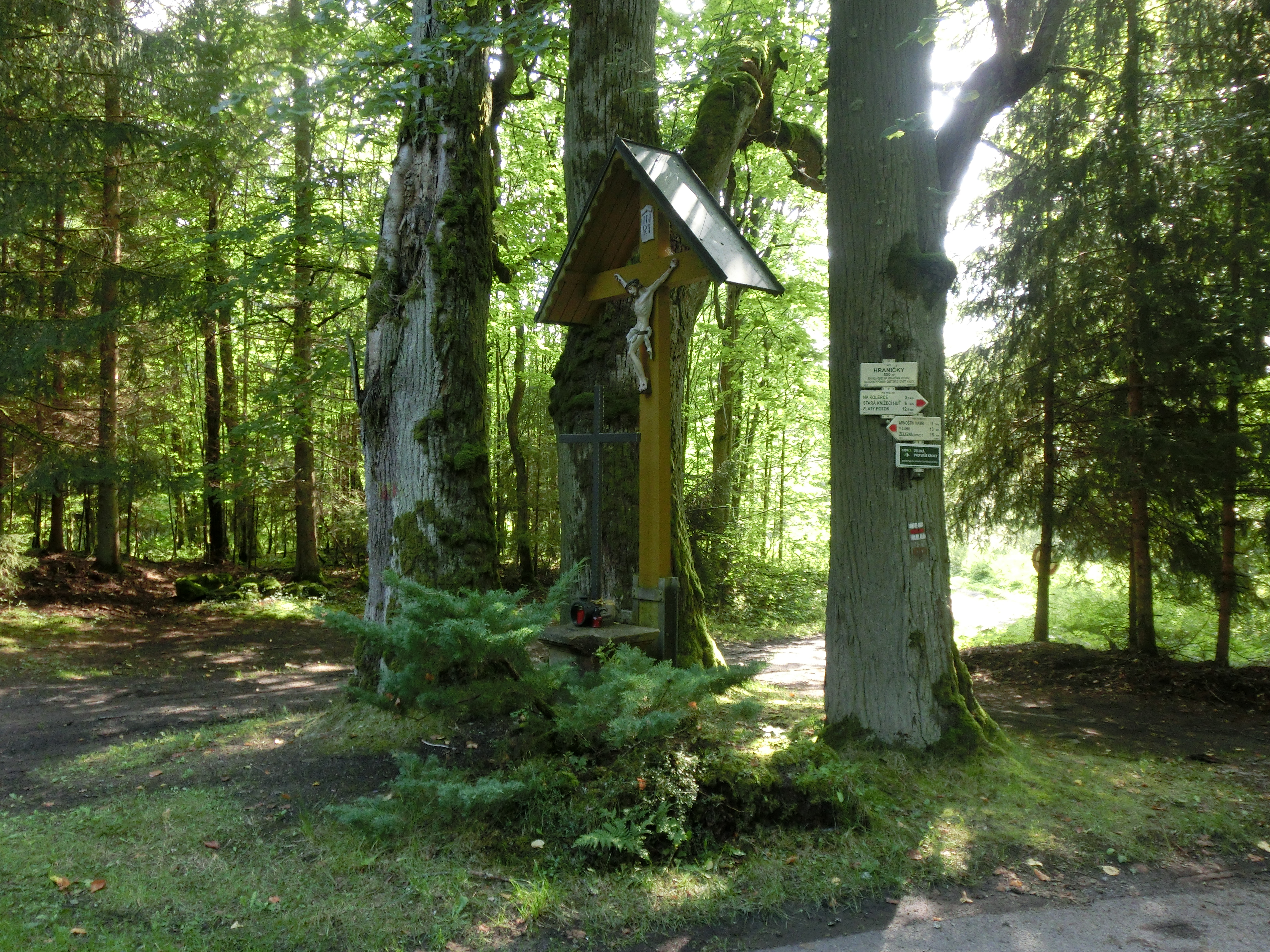
Drei Linden mit hölzernem Kreuz auf dem ehemaligen Dorfplatz

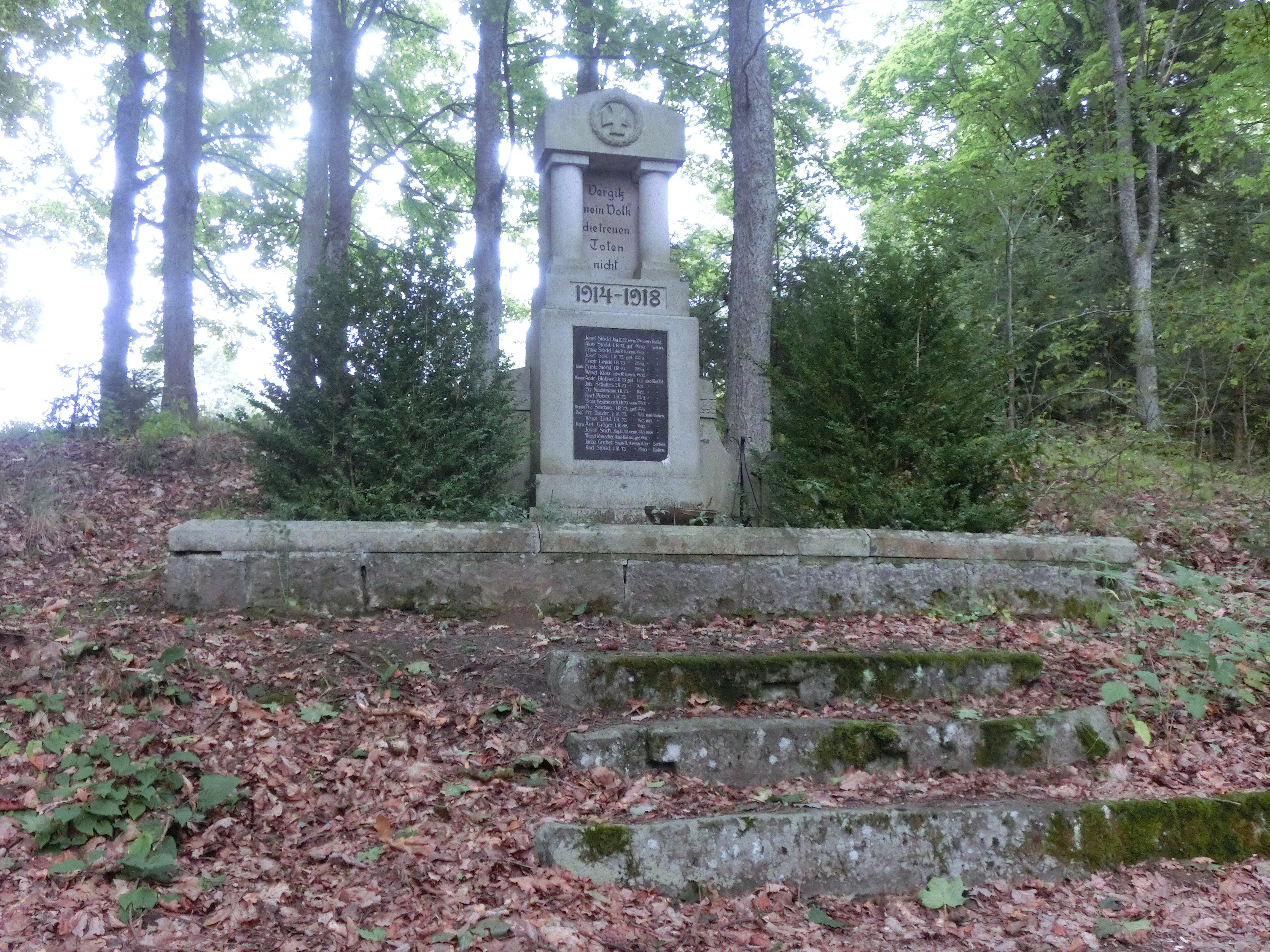
Kriegerdenkmal in Hraničky

Dem Ort Reichenthal ging eine Glashütte voraus, die um 1716 hier gebaut wurde.
Schon im Jahr 1730 wurde eine Eisenhütte in Betrieb genommen, jedoch nur für kurze Zeit. Im Dorf arbeiteten Eisenhämmer, im Jahr 1838 sind noch sechs Hämmer für Stangen, einer für Eisenbarren, einer für Blech und eine Zinngießerei erfasst. Später wurden diese in Glaspolierwerkstätten umgestaltet, die es noch bis 1938 gab. Bis zur Mitte des 19. Jahrhunderts blieb das Dorf der Herrschaft Groß Maierhöfen untertänig.
Nach der Aufhebung der Patrimonialherrschaften bildete Reichenthal ab 1849 einen Ortsteil der Gemeinde Neuhäusl im Gerichtsbezirk Tachau. Ab 1868 gehörte das Dorf zum Bezirk Tachau.
1938 lebten in Reichenthal 344 Einwohner. Nach dem Münchner Abkommen wurde der Ort in diesem Jahr dem Deutschen Reich zugeschlagen und gehörte bis 1945 zum Landkreis Tachau. Die deutsche Bevölkerung wurde nach dem Ende des Zweiten Weltkrieges vertrieben. Im Jahre 1948 erfolgte die Umbenennung in Hraničky. Ursache des Untergangs war die Lage am Eisernen Vorhang, die Zerstörung der Häuser erfolgte bis 1950.
Heute stehen noch drei Linden des ehemaligen Dorfplatzes, im Jahr 1991 errichteten dort ehemalige Dorfbewohner ein hölzernes Kreuz. Erhalten ist außerdem noch ein Kriegerdenkmal für die Opfer des Ersten Weltkriegs.